# Labranzagrande
Labranzagrande es un municipio colombiano, capital de la Provincia de La Libertad, en el departamento de Boyacá. Se encuentra aproximadamente a 210 km de la ciudad de Tunja, capital del departamento.

## Toponimia
Su nombre se debe a las grandes plantaciones de maíz que se daban en el valle del Río Cravo Sur y el río Chiquito.

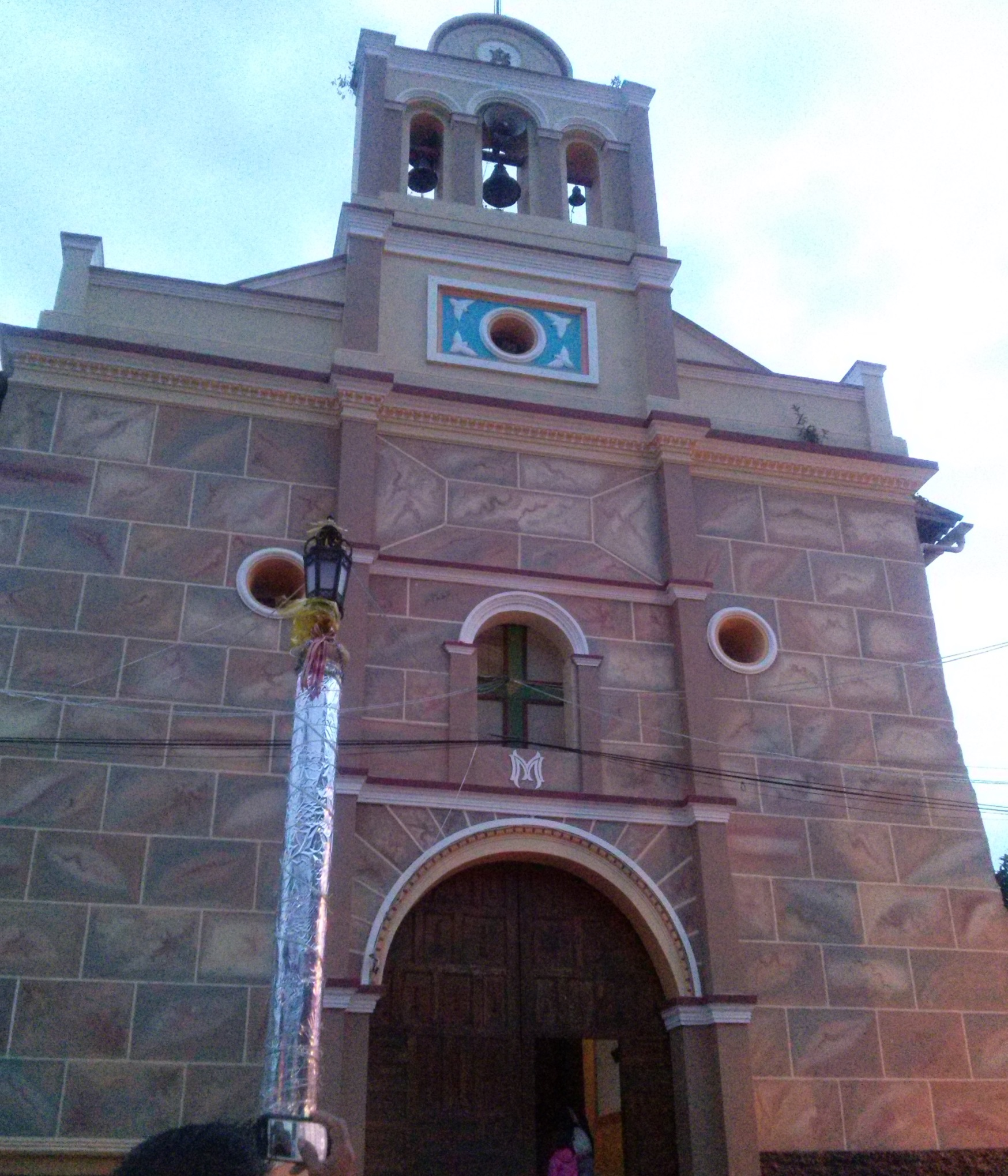
Iglesia de Labranzagrande.
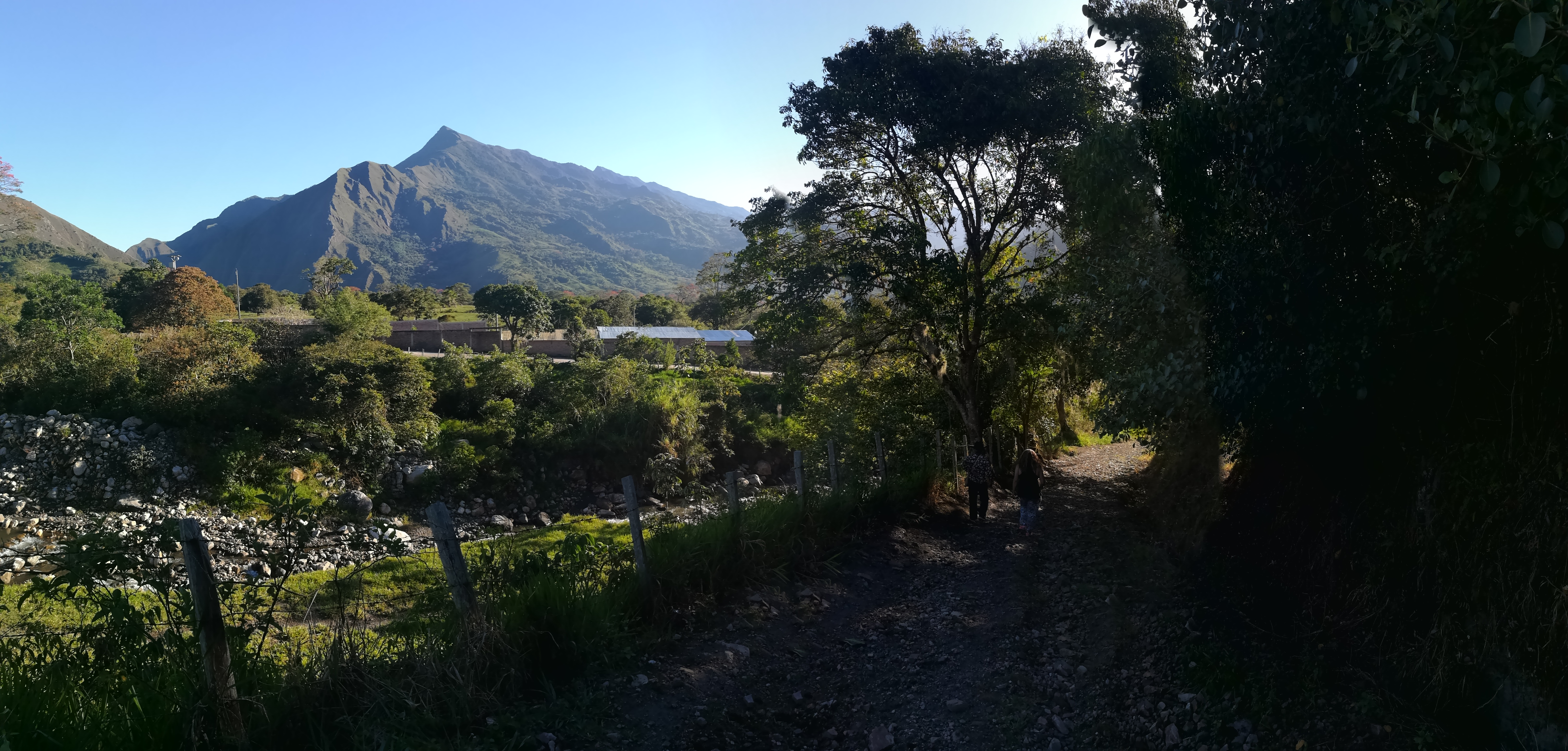
Vista de La Cima Inalcanzable de Labranzagrande.

## Historia
En la época precolombina, el territorio de Labranzagrande estuvo habitado por los indígenas achaguas, tunebos, jícaros y Guahibos, que mantenían relaciones de intercambio con la Confederación Muisca y se enfrentaban en continuas batallas con los caribes. Según los indicios históricos, el municipio pudo haber sido fundado el 1 de abril de 1586 por los padres jesuitas que evangelizaron la región. En la época virreinal, y hasta entrado el siglo XX, Labranzagrande fue punto de paso obligado para el comercio de ganado entre los Llanos Orientales y el interior del país, especialmente para los ganaderos del Casanare y de Arauca que iban a Sogamoso. En 1938 hubo un deslizamiento del cerro Pan de Azúcar, ubicado al norte de la población, lo que destruyó varias casas e hizo que muchos habitantes emigraran hacia otros destinos.

## Geografía
El Municipio de Labranzagrande, se encuentra localizado dentro de la clasificación hecha por Toussaint y Restrepo (1987–1989) en el terreno Chibcha, el cual se unió al bloque autóctono de Colombia a finales del Paleozoico por medio de la paleofalla de rumbo de Guaicaramo. El nuevo conjunto dio origen al Oriente Colombiano. Geológicamente el área se ubica sobre la Cordillera Oriental, cerca al inicio del Piedemonte Llanero con secuencias estratigráficas sedimentarias de edades Cretácica y Terciaria. Estratigráficamente, las rocas aflorantes presentes en el área del Municipio de Labranzagrande son rocas sedimentarias de edad cretácica representadas por las formaciones Lutitas de Macanal, Arenisca de las Juntas, Fómeque, Une, Chipaque; de edad Terciaria representadas por: Grupo Palmichal, Arcillas del Limbo, Areniscas del Limbo, San Fernando, los depósitos recientes son de diversos tipos: Aluvial, Glacial, Fluvioglacial, Coluvial.

### Organización territorial
Barrios: El Centro, Asodela, El Cogollo, El Progreso, Las Palmeras, La Unión, Porvenir y La Floresta.
Veredas: El sector rural del municipio está integrado por once veredas: Chaguazá, Cuazá, Guayabal, Hato Viejo, Ochica, Salitre, Suacia, Tablón, Tocaría, Uchuvita y Usazá

### Límites municipales
Labranzagrande está delimitado por Casanare al este y sureste y el resto por sus vecinos aledaños:
| Noroeste: Mongua    | Norte: Mongua | Nordeste: Pisba y Paya     |
| Oeste: Aquitania    |               | Este: Yopal ( Casanare)    |
| Suroeste: Aquitania | Sur: Pajarito | Sureste: Yopal ( Casanare) |

## Economía
El subsistema económico está conformado por las estructuras organizativas y productivas del Municipio de Labranzagrande que mediante su actividad económica logran satisfacer las demandas de la sociedad. La actividad económica consiste en la prestación de bienes y servicios en los sectores primarios, secundarios y terciarios de la economía municipal. El sector primario lo conforma la agricultura, ganadería, silvicultura, caza y pesca. El sector secundario se compone de los subsectores de industria y manufactura. El sector terciario está constituido por la oferta de servicio de comercio, banca y gobierno. El sector externo es la vinculación del municipio con otros países del mundo. En el Municipio de Labranzagrande la actividad económica fundamental es la desarrollada en su sector primario, la cual tiene una organización en forma de sistema de Economía Campesina “SEC”. Este SEC se caracteriza por estar compuesto por 3 subsistemas: El hogar, la finca y la extrafinca. El hogar está constituido por la casa de habitación y la familia. El subsistema finca es la superficie de tierra cultivable o explotable con ganadería, agricultura y silvicultura. El subsistema extrafinca lo constituyen actividades de agroindustria, artesanales o mercantiles, de transporte que constituyen ingresos adicionales al SEC. la pesca.

## Política
En 2019 se destacó al estar entre los 10 municipios con menor abstencionismo electoral, quedando en el séptimo lugar para la elección de alcalde con una participación del 89,15% de los potenciales sufragantes en los comicios, en el décimo lugar para la elección de gobernador departamental al participar el 87,79% de todos los habilitados para votación y en el sexto lugar para la elección de concejales municipales el 88,88% del padrón electoral.

## Clima
El clima en Labranzagrande es cálido tropical, con temperaturas medias desde 16 °C  en invierno, en los meses de junio y julio, a 26 °C en febrero, con una temperatura media anual de 22.8 °C.
Abril, mayo, junio y julio son los meses con humedad relativa mayor, más de 76%, y diciembre, enero, febrero y marzo son los más secos, con humedad entre 60 y 75%.
| Parámetros climáticos promedio de labranzagrande | Parámetros climáticos promedio de labranzagrande | Parámetros climáticos promedio de labranzagrande | Parámetros climáticos promedio de labranzagrande | Parámetros climáticos promedio de labranzagrande | Parámetros climáticos promedio de labranzagrande | Parámetros climáticos promedio de labranzagrande | Parámetros climáticos promedio de labranzagrande | Parámetros climáticos promedio de labranzagrande | Parámetros climáticos promedio de labranzagrande | Parámetros climáticos promedio de labranzagrande | Parámetros climáticos promedio de labranzagrande | Parámetros climáticos promedio de labranzagrande | Parámetros climáticos promedio de labranzagrande |
| Mes                                              | Ene.                                             | Feb.                                             | Mar.                                             | Abr.                                             | May.                                             | Jun.                                             | Jul.                                             | Ago.                                             | Sep.                                             | Oct.                                             | Nov.                                             | Dic.                                             | Anual                                            |
| ------------------------------------------------ | ------------------------------------------------ | ------------------------------------------------ | ------------------------------------------------ | ------------------------------------------------ | ------------------------------------------------ | ------------------------------------------------ | ------------------------------------------------ | ------------------------------------------------ | ------------------------------------------------ | ------------------------------------------------ | ------------------------------------------------ | ------------------------------------------------ | ------------------------------------------------ |
| Temp. máx. abs. (°C)                             | 28.8                                             | 28.9                                             | 28.5                                             | 29.7                                             | 29.3                                             | 29.8                                             | 29.4                                             | 29.2                                             | 28.6                                             | 28.8                                             | 28.9                                             | 27.9                                             | 27.9                                             |
| Temp. máx. media (°C)                            | 26.5                                             | 26.2                                             | 27.2                                             | 27.5                                             | 27.8                                             | 27.7                                             | 28.9                                             | 25.5                                             | 25.7                                             | 25.8                                             | 27.1                                             | 27.7                                             | 27.9                                             |
| Temp. media (°C)                                 | 22.9                                             | 23.9                                             | 24.7                                             | 24.4                                             | 24.4                                             | 25.8                                             | 24.6                                             | 23.9                                             | 24.6                                             | 24.9                                             | 25.2                                             | 25.9                                             | 26.7                                             |
| Temp. mín. media (°C)                            | 16.5                                             | 16.9                                             | 17.7                                             | 17.6                                             | 17.3                                             | 18.7                                             | 18.5                                             | 19.4                                             | 19.5                                             | 20.6                                             | 20.9                                             | 20.2                                             | 17.9                                             |
| Temp. mín. abs. (°C)                             | 17.2                                             | 18.5                                             | 20.8                                             | 20.5                                             | 17.8                                             | 17.8                                             | 17.8                                             | 18.4                                             | 18.9                                             | 18.1                                             | 19.8                                             | 20.3                                             | 18.7                                             |
| Precipitación total (mm)                         | 8.5                                              | 60.4                                             | 79.3                                             | 279                                              | 333.7                                            | 298                                              | 312.3                                            | 255.4                                            | 275.9                                            | 255                                              | 131.8                                            | 20.2                                             | 2309.5                                           |
| Días de precipitaciones (≥ )                     | 1                                                | 4                                                | 8                                                | 15                                               | 14                                               | 17                                               | 18                                               | 17                                               | 11                                               | 14                                               | 10                                               | 7                                                | 136                                              |
| Fuente: IDEAM 11 de septiembre de 2012           |                                                  |                                                  |                                                  |                                                  |                                                  |                                                  |                                                  |                                                  |                                                  |                                                  |                                                  |                                                  |                                                  |

## Turismo
Algunos de los principales lugares turísticos de Labranzagrande son: 

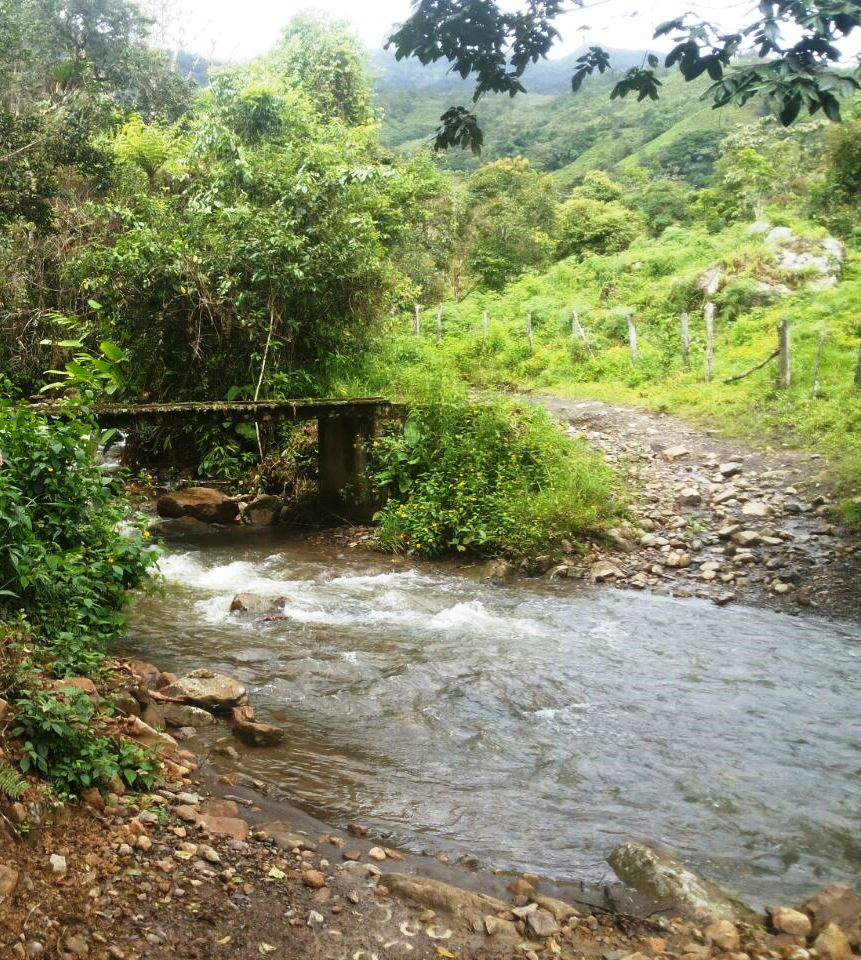
Puente vereda de Ochica.

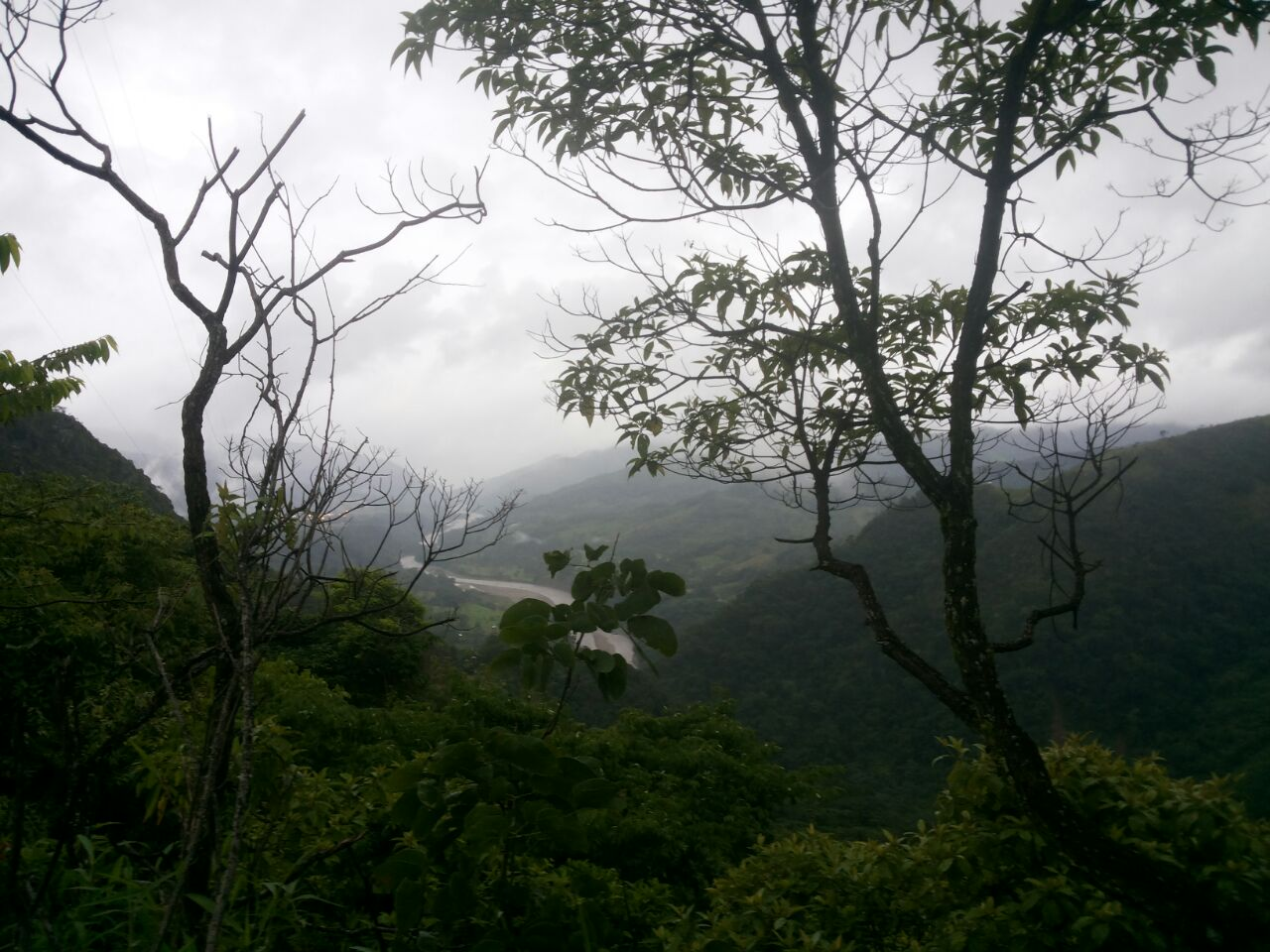
Vereda Guayabal.

- Alto El Volador, a orillas de la carretera Labranzagrande-Vado Hondo.
- Monumento a la Virgen del Carmen. Sitio de culto religioso de los transportadores y viajeros.
- Sector de La Palma, vereda Hato Viejo, Pozo Azul. Dos pequeñas lagunas rodeadas de abundante vegetación, aledañas a la carretera Labranzagrande-Vado Hondo.
- Páramo de Ogontá, Laguna de Ogontá Ubicada en la parte alta del municipio.
- Vereda El Tablón, Lago Azul y Patagua Vereda el Salitre,
- Hacienda el Salitre. Casa grande que anteriormente fue posada ganadera.
- Vereda Chaguazá, Mirador de Río Negro
- Cementerio indígena en la vereda Gauyabal
- Vereda Ochica: Hacienda Puerto Rico,
- Laguna Vereda Usazá: Baile de San Pascual. Evento realizado todos los años, muy reconocido en todo el municipio.
- Capilla de San Isidro Vereda Uchuvita: Cementerio indígena, Laguna Queletera
- Vereda Tocaría: Laguna Agua Caliente
- Cabecera, Fiestas patronales dedicadas a la Virgen del Carmen
- Templo parroquial. Algunas viviendas que conservan algunos rasgos arquitectónicos de la hacienda señorial.

## Movilidad

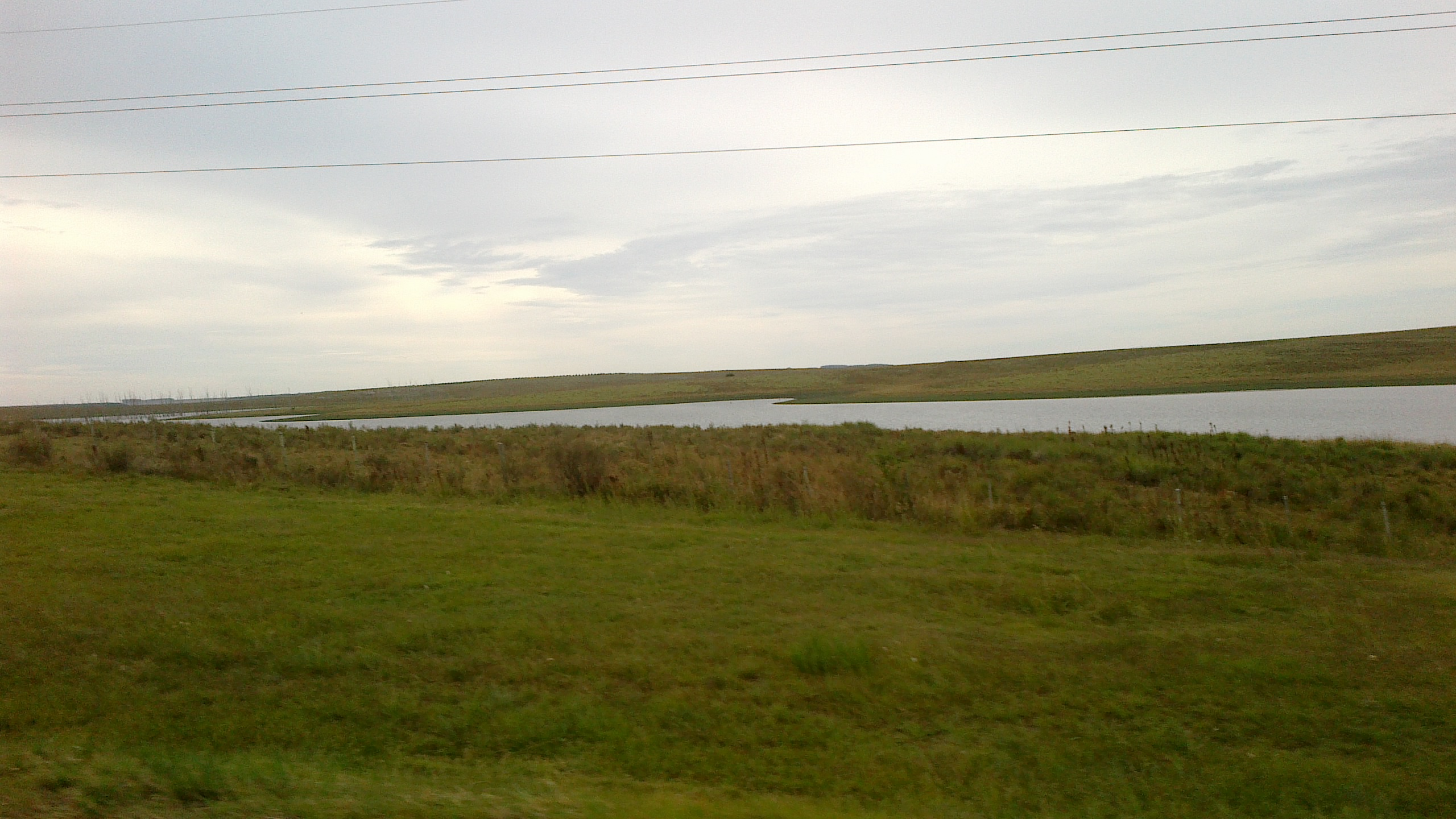
Valle del río Cravo a su paso por Labranzagrande.

Aéreas: No existe, el aeropuerto más cercano se encuentra en Yopal - Casanare.
Terrestres: La vía de comunicación principal del casco urbano, es una carretera sin pavimentar de 43,2 km de longitud, de las cuales 10,8 km. Está en jurisdicción de Aquitania. Labranzagrande se encuentra conectada a los centros urbanos de mayor jerarquía a través de la carretera de orden departamental sin pavimentar Labranzagrande-Vado Hondo, la cual es el acceso a la carretera del Cusiana. En la actualidad se encuentra en la etapa de explanación la construcción del carreteable Labranzagrande- Alto del Oso-Platanales y Labranzagrande-Alto del Oso-El Campamento. De los anteriores carreteables se continúa por camino de herradura hasta los municipios de Pisba y Paya. Vía hacia Yopal se conecta con Pajarito por medio de Troncal del Llano hasta Aguazul. 
De esta, por la carretera del Cusiana en el tramo Aguazul-Pajarito, el cual es punto de paso de esta vía. Los municipios de Pisba y Paya, se conectan a la troncal del llano por medio de caminos de herradura. Vía hacia Aguazul se conecta al municipio de Pajarito por medio de la carretera del Cusiana en el tramo Aguazul-Pajarito. Los demás municipio de la provincia de la Libertad están totalmente desconectados. Vía hacia Pajarito. Por el casco urbano del municipio de Pajarito pasa la carretera del Cusiana, sirviendo de punto nodal y de accesibilidad a los centros urbanos de mayor jerarquía. Vía hacia Paya. Se encuentra totalmente desconectado de los centros urbanos de igual y mayor jerarquía. La accesibilidad a la carretera del Cusiana y a la troncal del llano es por caminos de herradura.